# Mehmetbeyli, Reyhanlı
Mehmetbeyli là một xã thuộc huyện Reyhanlı, tỉnh Hatay, Thổ Nhĩ Kỳ. Dân số thời điểm năm 2011 là 1.132 người.